# Президентские выборы в Монголии (2021)
Президентские выборы в Монголии прошли 9 июня 2021 года. В них участвовали три кандидата: Ухнаагийн Хурэлсух от Монгольской народной партии, Дангаасурэнгийн Энхбат от Коалиции правых избирателей и Содномзундуйн Эрдэнэ от Демократической партии. В результате выборов победил Ухнаагийн Хурэлсух от Монгольской народной партии, получивший 72 % голосов избирателей.

## Предвыборная обстановка
В апреле 2021 года президент Халтмаагийн Баттулга издал экстренную директиву о роспуске Монгольской народной партии «в целях защиты суверенитета и демократии в стране» после того, как партия приняла поправки к Конституции. Поправки к Конституции, вступившие в силу в мае 2020 года, ограничили президентство одним сроком, в результате чего Баттулга лишился права повторно баллотироваться на президентских выборах 2021 года.

## Избирательная система
После внесения поправок в Конституцию 2019 года Президент Монголии избирается по системе в два тура сроком на шесть лет и может избираться только на один срок. Ранее этот срок составлял четыре года с возможностью однократного продления. Выдвигать кандидатов в президенты могут политические партии, имеющим представительство в Великом государственном хурале. Избранный президент должен уйти из любой политической партии до своей инаугурации. Президенты могут быть смещены большинством в две трети голосов Великого государственного хурала, если они будут признаны виновными в злоупотреблении своими полномочиями или нарушении президентской присяги.
Статьи 97.9 и 99.2 Закона о выборах определяют порядок подсчёта голосов, при этом пустые бюллетени учитываются при определении того, преодолел ли кандидат 50-% порог. Если ни один из кандидатов не получает большинства голосов во 2-м туре (включая пустые голоса), статья 8.6.2 закона о выборах требует проведения новых выборов.

## Результаты
Бывший премьер-министр Ухнаагийн Хурэлсух лидировал в опроса общественного мнения MEC, проведённому в апреле 2021 года.
Голосование на 2087 избирательных участках началось в 7 часов утра по всей стране для 2,1 миллиона зарегистрированных избирателей, при этом были приняты меры безопасности в связи с пандемией COVID-19 в Монголии. Голосование закончилось в 22:00. Хурэлсух и Эрдэнэ проголосовали в Улан-Баторе, а у Энхбата был обнаружен положительный диагноз COVID-19, и он проголосовал в больнице, куда был госпитализирован.
| Кандидаты                                                       | Кандидаты                            | Партия                               | Голоса    | %      |
| --------------------------------------------------------------- | ------------------------------------ | ------------------------------------ | --------- | ------ |
|                                                                 | Ухнаагийн Хурэлсух                   | Монгольская народная партия          | 823 326   | 72,02  |
|                                                                 | Дангаасурэнгийн Энхбат               | Коалиция правых избирателей          | 246 968   | 21,60  |
|                                                                 | Содномзундуйн Эрдэнэ                 | Демократическая партия               | 72 832    | 6,37   |
| Всего                                                           | Всего                                | Всего                                | 1 143 126 | 100    |
| Действительных бюллетеней                                       | Действительных бюллетеней            | Действительных бюллетеней            | 1 143 126 | 94,08  |
| Недействительных/пустых бюллетеней                              | Недействительных/пустых бюллетеней   | Недействительных/пустых бюллетеней   | 71 937    | 5,92   |
| Всего бюллетеней                                                | Всего бюллетеней                     | Всего бюллетеней                     | 1 215 063 | 100,00 |
| Зарегистрированных избирателей/ Явка                            | Зарегистрированных избирателей/ Явка | Зарегистрированных избирателей/ Явка | 2 049 379 | 59,29  |
| Источник: GEC Архивная копия от 16 июня 2021 на Wayback Machine |                                      |                                      |           |        |